# Alphonse Borrelly
Alphonse Louis Nicolas Borrelly (nació el 8 de diciembre de 1842 y falleció el 28 de febrero de 1926) fue un astrónomo francés que trabajó en el Observatorio de Marsella y fue descubridor de varios asteroides y cometas, entre lo que se encuentra el cometa periódico 19P/Borrelly.
El asteroide (1539) Borrelly fue nombrado en su honor.